# Овечкин, Александр Петрович
Александр Петрович Овечкин (8 сентября 1926, Путивль, Сумская область, Украина — 19 июня 1998, Витебск) — советский работник машиностроительной отрасли, генеральный директор Витебского производственного объединения «Монолит» имени 60-летия Великого Октября, Министерства электронной промышленности СССР. Герой Социалистического Труда (1986), заслуженный работник промышленности БССР (1976). Лауреат премии Совета министров СССР (1979). Участник Великой Отечественной войны.

## Биография
Окончил Киевский политехнический институт (1957). Работал на Витебском заводе радиодеталей «Монолит» с 1957 года: инженер, начальник лаборатории, начальник ОТК, главный инженер, с 1966 — директор, в 1971—1987 гг. — Генеральный директор Витебского производственно-технического объединения «Монолит».

## Награды и звания
Указом Президиума Верховного Совета СССР от 8 апреля 1986 года за большой личный вклад в выполнение производственных заданий 11-й пятилетки удостоен звания Героя Социалистического Труда с вручением ордена Ленина и золотой медали «Серп и Молот».

## Память
- Почетный гражданин Витебска (1987).
- На доме, где он жил (д. 1а, ул. Ленина), установлена мемориальная доска.
- В 2024 году имя А. П. Овечкина присвоено средней школе № 35 г. Витебска[2]. На здании школы размещён мурал, посвящённый А. П. Овечкину. Одна из экспозиций в школьном музее посвящена А. П. Овечкину.